# Wim Kos
Willem „Wim“ Kos (* 8. Februar 1904 in Oudkarspel; † 8. März 1930 ebenda) war ein niederländischer Eisschnellläufer.
Kos wurde im Jahr 1925 bei der Mehrkampf-Europameisterschaft in St. Moritz Achter und lief im Winter 1927/28 bei der Mehrkampf-Europameisterschaft 1928 in Oslo auf den 19. Platz sowie bei der Mehrkampf-Weltmeisterschaft 1928 in Davos auf den 17. Rang. Zudem kam er bei den Olympischen Winterspielen 1928 in St. Moritz auf den 33. Platz über 500 m und auf den 19. Rang über 5000 m. Im folgenden Jahr belegte er bei der Mehrkampf-Europameisterschaft in St. Moritz den 11. Platz und bei der niederländischen Meisterschaft im Mehrkampf den vierten Rang. Im März 1930 starb er an Tuberkulose.

## Persönliche Bestleistungen
| Disziplin | Zeit        | Datum           | Ort   |
| --------- | ----------- | --------------- | ----- |
| 500 m     | 46,3 s      | 19. Januar 1929 | Davos |
| 1500 m    | 2:33,0 min  | 4. Februar 1928 | Davos |
| 5000 m    | 9:18,4 min  | 4. Februar 1928 | Davos |
| 10.000 m  | 18:57,0 min | 4. Februar 1928 | Davos |